# Barradeel
Barradeel est une ancienne commune néerlandaise de la province de la Frise.

## Histoire
La commune a existé jusqu'au 1er janvier 1984. À cette date, la commune a été supprimée et éclatée :
- la plus grande partie de la commune a été rattachée à Franekeradeel, en même temps que la ville de Franeker,
- Wijnaldum et la campagne environnante a été rattachée à Harlingen, et
- Minnertsga et la campagne environnante a été rattachée à Het Bildt.

## Géographie
La commune était composée de huit villages, situés entre Harlingen et Het Bildt, sur la mer des Wadden. Seisbierrum (Sexbierum) était le chef-lieu. La superficie de la commune était de 66,98 km², dont 12,74 km² en eaux.

### Démographie
En 1840, la commune de Barradeel comptait 789 maisons et 5 481 habitants. Le 1er janvier 1974, Barradeel comptait 6 747 habitants, pour une densité de 124 habitants par km².